# Superbad
Superbad je američka tinejdžerska komedija iz 2007. godine, koju je režirao Greg Mottola, a producirao Judd Apatow. Glavne uloge u filmu tumače Jonah Hill i Michael Cera kao Seth i Evan, dva tinejdžera koji se upravo spremaju maturirati. Prije mature, momci se žele zabavljati i izgubiti nevinost, no njihov plan ispada teži nego što se čini. Scenarij koji su napisali dva prijatelja Seth Rogen i Evan Goldberg, počeo se razvijati već dok su imali samo 13 godina, te je slabo baziran na njihovom iskustvu u četvrtom razredu srednje škole tijekom 1990-ih. Dva glavna lika su nazvana po piscima. Sam Rogen bio je razmotren za ulogu Setha, no zbog godina i psihičkog izgleda, ideja je odbačena. Na kraju je Hill dobio ulogu Setha, dok je Rogen glumio neodgovornog policajca Michaelsa, a bivši televizijski voditelj Bill Hader, njegova kolegu policajca Slatera.
Film je naišao na odlične kritike od strane kritičara i gledatelja, s kritičarima koji su hvalili dijalog i vezu između tri glavna lika. Film se također smatra jednim od najboljih tinejdžerskih komedija ikada. Film je također financijski bio veoma uspješan, s budžetom od 20 milijuna dolara, film je zaradio 169 milijuna dolara.

## Radnja
Seth i Evan dva su nepopularna seniora u srednjoj školi koji su prijatelji od ranog djetinjstva. Nakon dugog niza, više neće biti zajedno tijekom školovanja, pošto su se upisali u drugačije fakultete. Nakon što je Seth uparen sa svojom simpatijom Jules tijekom sata domaćinstva, ona ga pozove na svoj tulum kod nje navečer. U učionicu ubrzo ulazi Fogell, pomalo čudni prijatelj Setha i Evana, koji im otkriva svoj plan da nabavi lažnu osobnu iskaznicu. Zbog tog plana, Seth obeća da će kupiti alkohol za Julesin tulum s njenim novcem. Evan također obećaje svojoj simpatiji Becci da će joj kupiti posebnu votku za tulum. Nešto kasnije, nakon što Fogell pokaže svoju lažnu osobnu iskaznicu Sethu i Evanu, obojica postaju skeptični zbog plana, pošto njegova lažna iskaznica ima samo prezime "McLovin". Unatoč maloj nadi da uspiju, Fogell uspijeva kupiti veliku količinu alkohola u malom dućanu, no u zadnji tren ga obara lopov.
Kad su se na scenu pojavili policajci Slater i Michaels, Seth i Evan vjeruju da je Fogell uhićen, kad zapravo Slater i Michaels prevoze Fogella (koji ne znaju njegovo pravo ime već mu vjeruju da mu je ime zapravo McLovin) na Julesin tulum. Setha u panici udara auto. Iz njega izlazi čovjek koji im obećaje da će ih odvesti na drugi tulum u zamjenu da ne kažu policiji za nesreću. Seth i Evan odlučuju pristati na prijedlog jer u njemu vide priliku da ukradu alkohol s tog tuluma. U međuvremenu, Slater i Michaels vode Fogella na vožnju te se trojica uskoro sprijatelje. Unatoč tome što su na dužnosti, počinju piti, nedozvoljeno koristiti policijsku sirenu te koristiti pištolj da pucaju u prometni znak. Na tulumu, Seth pleše s pijanom ženom te kasnije napunjava praznu bocu deterdženta s alkoholom kojeg je našao u hladnjaku. Evan je u međuvremenu prisiljen pjevati maloj grupi muškaraca koji su na kokainu. Spremni otići, Setha napada domaćin zbog plesa s njegovom zarućnicom. Počinje tučnjava, zbog koje zarućnica zove policiju, a Seth i Evan bježe.
Nakon uspješnog bijega, Seth i Evan počinju se svađati, a Setha još jednom udara auto - ovog puta policijski kojeg voze policajci Slater i Michaels. Planiraju uhitit Setha i Evana te ih okriviti za sudar, kada su ustvari oni krivi, ali Fogell izlazi iz auta, te Evan počne bježati glavom bez obzira, dok Seth i Fogell bježe s alkoholom. Konačno, sva tri dolaze na Julesin tulum. Na tulumu, Seth postaje centar pažnje zbog donošenja alkohola dok pijana Becca želi seks s Evanom, koji ju poštuje previše kako bi ju iskoristio dok je pijana toliko da povrati u krevet. U međuvremenu, Fogell impresionira Nicolu te ubzro odlaze na drugi kat kako bi se seksali. Pijani Seth pokuša poljubiti Jules, no ona ga odbija jer ni sama ne pije, niti želi biti s njim dok je pijan. Seth misli kako je uništio priliku za vezu s Jules, te se ubrzo onesvijesti na Jules, udarajući je glavom u glavu, što je ostavlja s masnicom.
Slater i Michaels dolaze na tulum kako bi ga zaustavili. Seth se budi te shvaća situaciju u kojoj se nalaze te nosi pijanog Evana kako bi se sakrili od policajaca. Slater prekida Fogella i Nicolu tijekom seksa, te Nicola ubrzo pobjegne. Slater je ljut na Fogella jer ih je napustio maloprije, no Michaels istakne kako su ga upravo "kurco-blokirali", te se obojica ispričaju. Također mu priznaju da su znali cijelo vrijeme da nema 25 godina. Nisu ništa rekli zato što su htjeli pokazati da se i policajci mogu zabavljati. Kako bi mu se iskupili, pretvaraju se kako uhićuju Fogella kako bi ispao opak pred društvom. Trojica se nastavljaju zabavljati, te zapaljuju njihov auto s Molotovljevim koktelom dok Fogell puca u njega s pištoljem policajca Slatera.
Sljedećeg jutra, Seth i Evan odlaze u trgovački centar u kojem susretnu na Jules i Beccu, te se miješaju, Seth s Jules ide kupiti šminku s kojom će sakriti masnicu koju je on prouzročio, dok Evan ide s Beckom kupiti jorgan.

## Uloge
- Jonah Hill kao Seth
  - Casey Margolis kao dječak Seth

Vulgaran i grub, Seth je debeljuškasti čevrtaš srednje škole koji nema baš puno prijatelja osim Evana i Fogella. Seth i Evan najbolji prijatelji su od osme godine. Često zadirkuje ljude koji ga iritiraju, premda je i sam zadirkivan. Iako vulgaran i grub, Seth je bezobzirno iskren, što je jedna od njegovih nježnijih strana. Sami pisac filma Seth Rogen bio je razmatran za ulogu Setha, no pripala je Hillu iz psihičkih razloga. Hill je audiciju za film odradio na snimanju filma Zalomilo se, u kojem Rogen glumi glavnu ulogu. Ovo je također bila prva glavna filmska uloga za Jonaha Hilla.
- Michael Cera kao Evan

Pametan i snalažljiv, no društveno sramežljiv, Evan je čevrtaš srednje škole koji je Sethov najbolji prijatelj od kada su obojica imali osam godina. Kao i Seth, Evan nema baš puno prijatelja osim samog Setha i Fogella. Za razliku od Setha, Evan je obziran i drag, psuje manje, mari za druge te je moralan više no Seth. Michaela Ceru je njegova majka, koja je pročitala scenarij prije njega, nagovorila da ode na audiciju za ulogu.
- Christopher Mintz-Plasse kao Fogell/McLovin

Pomalo čudan prijatelj Setha i Evana. Fogell je čevrtaš srednje škole. Fogell ubrzo radi lažnu osobnu iskaznicu, mijenjajući svoje ime i identitet u McLovin, dvadesetpetogodišnjeg donora organa s Havaja. Uz mijenjanje svog imena i identiteta, Fogell se čini više samopouzdan i manje sramežljiv. Pošto je imao samo 17 godina tijekom snimanja, majka Christophera Mintz-Plassea morala je biti prisutna na snimanju seks scene.
- Bill Hader kao policajac Slater

Neobični i neodgovorni policajac. Kolega policajca Michaelsa.
- Seth Rogen kao policajac Michaels

Ludi i neodgovorni policajac. Kolega policajca Slatera.
- Emma Stone kao Jules

Sethova simpatija. Draga i simpatična, pošto joj roditelja nema kod kuće, održava noćni tulum, tulum koji za Setha i Evana znači sve. Jennifer Lawrence bila je razmatrana za ulogu Jules. Ovo je također prva filmska uloga za Emmu Stone.
- Martha MacIsaac kao Becca
  - Laura Marano kao djevojčica Becca

Evanova simpatija. Becca je draga i simpatična cura, no Seth ju mrzi.
- Aviva Baumann kao Nicola

Cura s kojom Fogell ima seks na kraju filma.
- Joe Lo Truglio kao Francis

Nespretni vozač auta koji udari Setha, te ih zbog toga vodi na drugi tulum prije Julesinog.
- Kevin Corrigan kao Mark
- Dave Franco kao Greg
- Laura Seay kao Shirley
- Marcella Lentz-Pope kao Gaby
- Stacy Edwards kao Jane
- David Krumholtz kao Benji Austin
- Martin Starr kao James Masslin
- Lauren Miller kao Scarlett Brighton
- Steve Bannos kao profesor matematike
- Ronald Mampusti kao Pagaduan
- Carla Gallo kao cura menstruacijske krvi (Jacinda)
- Clark Duke kao tinejdžer na tulumu
- Danny McBride kao prijatelj na tulumu (nenaznačen)

## Produkcija

### Razvoj
Film koji su napisali Goldberg i Rogen tijekom adolescencije. Slabo je baziran na njihovom iskustvu kao seniori u srednjoj školi tijekom kasnih 1990-ih, stoga su glavni likovi nazvani po njima - Seth i Evan. Prema intervjuu iz 2009. godine, Fogell je također bio pravi prijatelj Rogena i Goldberga. Rogen je prvobitno trebao glumiti Hillovog lika Setha, no zbog njegovih godina i psihičkog izgleda, glumio je jednog od policajaca. Film je počeo s ozbiljnim razvojem krajem 2000. godine, te mu je trebalo 6 godina da se završi, te počne snimanje tijekom 2006. godine.

### Snimanje
Film je glavno sniman u Los Angelesu.
Vanjština srednje škole je vanjština prave srednje škole El Segundo High School u El Segundou, Kalifornija Scene u trgovačkom centru snimane su u trgovačkom centru Fox Hills Mall (koji je postao Westfield Mall) u Culver City, Kalifornija.
Druge značajne lokacije snimanja uključuju lokalnu trgovinu na početku filma, također lociranu u Culver Cityju, trgovina alkoholnih pića u Glendaleu, Kalifornija, te kafić u kojem se policajci i McLovin zbližavaju u susjedstvu zračne luke u Los Angelesu.
Scena u kojoj policajci i McLovin jedu krafne snimana je na parkiralištu u kampusu California State Universityja.
Mintz-Plasse imao je samo 17 godina tijekom snimanja filma, pa je njegova majka morala biti pristuna na setu tijekom snimanja seks scene.

## Kritike

### Rezultati zarade
Superbad bio je prvi po iznosu zarade u Sjedinjenim Američkim Državama, zarađujući 33,052.411 dolara u svom prvom vikendu, s prikazivanjem u 2,948 kina, s prosjekom od oko 11,212 dolara po kinu. Film je ostao na prvom mjestu u svom drugom tjednu prikazivanja, zarađujući 18,044.369 dolara.
Film je ukupno zaradio 121.5 milijuna dolara u Sjedinjenim Američkim Državama i Kanadi te 48.4 milijuna dolara u ostalim zemljama svijeta, za konačnu zaradu od 169.9 milijuna dolara po svijetu. U usporedbi s budžetom od 20 milijuna dolara, film je bio veliki financijski uspjeh, te je tako postao srednjo-školska komedija s najvećom zaradom u državi proizvodnje (kasnije ga je nadmašio 21 Jump Street iz 2012. godine, film u kojem Hill također glumi glavnu ulogu).

### Recenzije
Superbad naišao je na odlične kritike od strane kritičara. Na popularnoj web stranici Rotten Tomatoes, film drži ukupan postotak od 87% s prosječnom ocjenom 7.5/10, baziranoj na 206 recenzija. Konsenzus stranice kaže "Iskreno balancira vulgarnost i iskrenost dok stavlja svoje protagoniste u suvišne radnje, Superbad autentični je pristup prijateljstvu i sveobuhvatnom čudnom iskustvu srednje škole." NaMetacriticu, film drži prosječnu ocjenu od 76/100 baziranoj na 36 recenzija, što ukazuje na "generalno omiljene kritike".
Kritičar Mick LaSalle za časopis San Francisco Chronicle nazvao je film najuspješnijom komedijom 2007. godine. Kritičar Roger Ebert za novine Chicago Sun-Times naslovio je svoju kritiku za film "McLovin It," te je dao filmu 31⁄2 zvjezdice od 4, a uz to je napisao "Film me malo podsjetio na  National Lampoon's Animal House, osim što je više zreliji, kao i svi filmovi." Kritičarka Carina Chocano za novine Los Angeles Times napisala je "Fizički, Hill i Cera podsjećaju na klasične komičarske duoe kao što su Stanlio i Olio, Abbott i Costello, Aykroyd i Belushi. Osim što su suvremena djeca, sofisticirana i osjetiljiva do utančanosti"; također je dodala "Nadam se da neću prokleti film s krivom vrstom pohvale za film koji je neizmjerno čađav, Superbad je super-sladak". Kritičar Sean Burns za novine Philadelphia Weekly napisao je "2007.: godina u kojoj su Judd Apatow i Seth Rogen spasili komediju u filmu", što je također upućivanje na film Zalomilo se koji je objavljen u lipnju. Kritičar Devin Gordon za novine Newsweek napisao je "Kao ponavljanje filma Osveta šmokljana, Superbad nije savršen. Ali je super-blizu."
U drugačijem pogledu, Stephen Farber za časopis The Hollywood Reporter, usporedio je film s drugim filmovima kojima je radnja smještena u samo jednom danu, kao što su Američki grafiti i Munjeni i zbunjeni, no i rekao da Superbad nema pametnu komediju ni dubinu kao te klasične filmske komedije". Kritika iz The Hollywood Reporter spomenuta je tijekom filmovog DVD komentiranja, raspravljajući o sugestiji kritike da dva glavna lika imaju homoerotska iskustva sličnima kao u filmu I tvoju mamu također. Kritičar Adam Graham za novine The Detroit News napisao je, "policajci pripadaju u loši nastavak Policijske akademije, ne u ovaj film", te također da film "stoji nizak kao tinejdžerski klasik." Kritičar Roger Moore za časopis Orlando Sentinel nazvao je film "super-izveden", "super-nepriličan", i "Freaks and Geeks: Necenzurirano". Moore je dodao da film bez srama plagira filmove kao što su Tulum koji jedva čekam i Američki grafiti. Također je rekao, "KaoZalomilo se, ovo je komedija koju jednostavno ne znaju završiti. Energija pada pošto je previše prisutna." Kritičar Wesley Morris za časopis The Boston Globe rekao je da film "ima veću profinjenost no Osveta šmokljana i Američka pita, no manju nego podcijenjeni Tulum". Morris je također rekao, "nekoliko smiješnih rečenica i događaja moglo je nastati iz Apatowovih televizijskih serija" i "htio sam misliti da je ovaj film smiješan kao što i publika misli".
Film se nalazi na 487. mjestu liste "500 Najboljih filmova svih vremena", časopisa Empire

### Nagrade
| Nagrada                                 | Godina ceremonije | Kategorija                              | Primatelj                                          | Ishod      |
| --------------------------------------- | ----------------- | --------------------------------------- | -------------------------------------------------- | ---------- |
| Kanadske komičarske nagrade             | 2008.             | Najbolji scenarij                       | Seth Rogen                                         | Osvojeno   |
| Kanadske komičarske nagrade             | 2008.             | Najbolja muška izvedba                  | Michael Cera                                       | Osvojeno   |
| Chicago Film Critics Association Awards | 2007.             | Najbolji obećavajući glumac             | Michael Cera                                       | Osvojeno   |
| Chicago Film Critics Association Awards | 2007.             | Najbolji proboj glumca                  | Michael Cera                                       | Osvojeno   |
| Young Hollywood Awards                  | 2008.             | Uzbudljivo novo lice                    | Emma Stone                                         | Osvojeno   |
| MTV filmske nagrade                     | 2008.             | Najbolji film                           | Superbad                                           | Nominacija |
| MTV filmske nagrade                     | 2008.             | Proboj                                  | Michael Cera, Jonah Hill, Christopher Mintz-Plasse | Nominacija |
| MTV filmske nagrade                     | 2008.             | Najbolja komična izvedba                | Jonah Hill                                         | Nominacija |
| BFCA nagrada po izboru kritičara        | 2007.             | Najbolja komedija                       | Superbad                                           | Nominacija |
| BFCA nagrada po izboru kritičara        | 2007.             | Najbolji mladi glumac                   | Michael Cera                                       | Nominacija |
| Nagrada Peabody                         | 2008.             | Nova najbolja komična izvedba           | Superbad                                           | Nominacija |
| Nagrada Jameson Empire                  | 2007.             | Najbolja komedija                       | Superbad                                           | Nominacija |
| Nagrada po izboru tinejdžera            | 2007.             | Izbor za ljetni film - Komedija/Mjuzikl | Superbad                                           | Nominacija |

## Kućne objave
Superbad objavljen je za kućno gledanje na DVD-u, UMD-u i Blu-rayju dana 4. prosinca 2007. godine, u dva izdanja: filmska (113 minuta) i neocijenjeni (118 minuta). Dodatan materijal uključuje izbačene scene, audio komentiranje s glumcima i osobljem,  deleted scenes, an audio commentary with cast and crew, line-o-ramas (dodatak za Apatowe filmove), razvoj, i još mnogo raznog kratkog materijala.

## Knjige
Dvije knjige objavio je Newmarket Press.
- Superbad: The Illustrated Moviebook objavljen je 4. prosinca 2007. godine, da se poklopi s objavom filma na DVD-u. Ova "prijateljska filmu" knjiga sadrži uvod producenta Judda Apatowa; kompletnu skriptu pisaca Setha Rogena i Evana Goldberga; komentare Apatowa, Rogena i Goldberga, i novinara iz časopisa Rolling Stone, The New York Times, i Entertainment Weekly; 56 filmskih fotografija; "Mr. Vagtastic Guide to Buying Porn;" i 24 "palografskih" crteža od Davida Goldberga koji će gledati prepoznati iz odjavne špice.
- Superbad: The Drawings objavljen je 14. veljače 2008. godine. Ova knjižica sadrži 82 "palografska" crteža koje je nacrtao David Goldberg (brat Evana Goldberga) za film.

## Vanjske poveznice
- Službena web stranica
- Superbad u internetskoj bazi filmova IMDb-a
- Superbad na Box Office Mojo
- Superbad na Rotten Tomatoes